# Husička australská
Husička australská (Dendrocygna eytoni) je druh kachny, která se endemicky vyskytuje v Austrálii. Jedná se o převážně hnědě zbarvenou kachnu s dlouhým krkem a nápadnými dlouhými světlými pery vyrůstajících z boků.

## Systematika
Druh popsal anglický přírodovědec Thomas Campbell Eyton v roce 1838. Druhové jméno eytoni odkazuje právě k Eytonovi.

## Výskyt
Husička australská se vyskytuje v severní, východní a jihovýchodní Austrálii. Nejvyšší početnosti dosahuje ve vlhkých travnatých oblastech Queenslandu. Zbloudilí jedinci dosáhli Nového Zélandu, Nové Guienji a Šalamounových ostrovů.

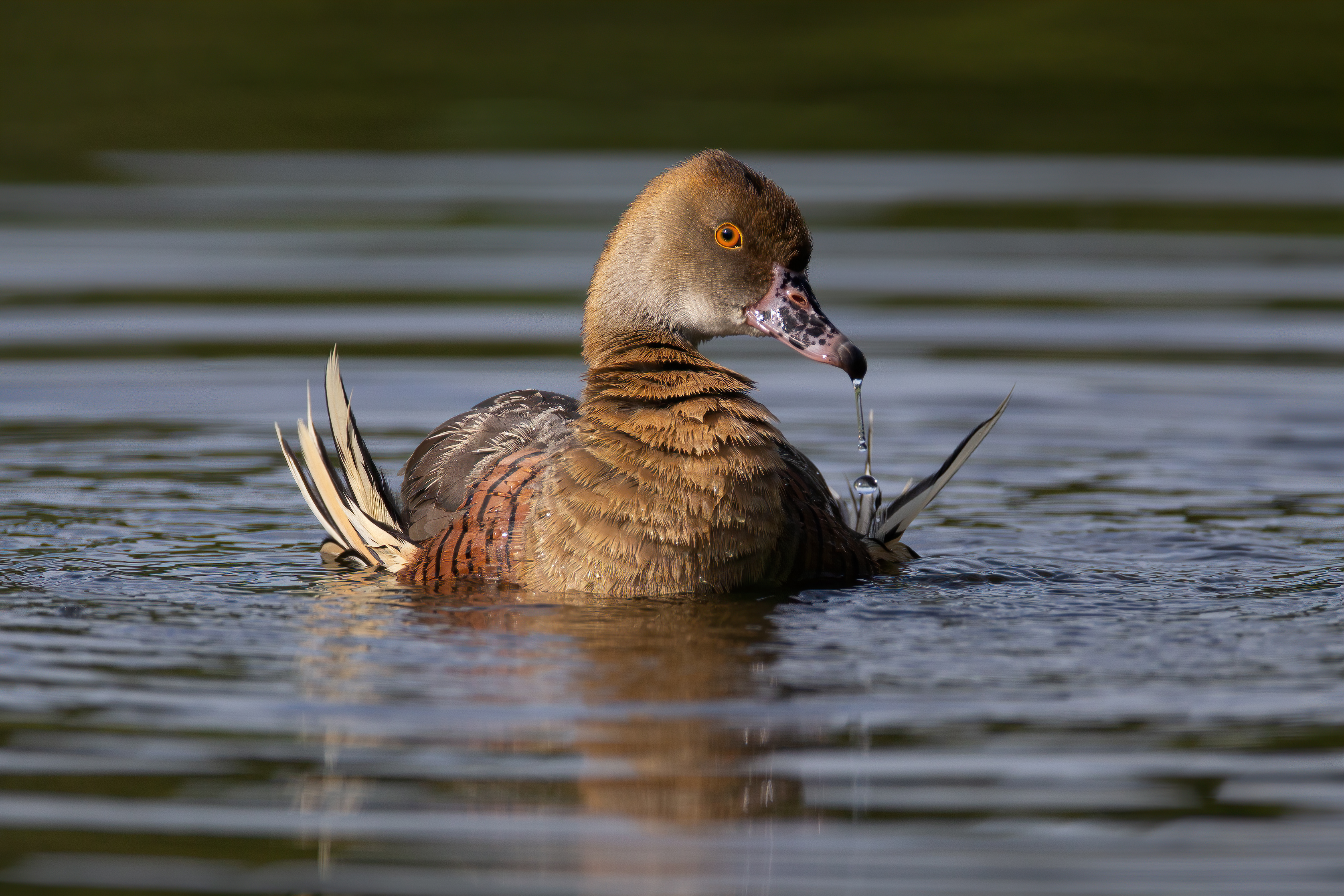
Husička australská na vodě

Habitat druhu tvoří tropické travnaté plochy, často s množstvím mělkých vodních ploch, nicméně husička australská není spojována se sladkovodními vodními plochami tak jako některé jiné druhy husiček. K životu jí v podstatě stačí jen zelená plocha s dostatkem trávy. Těchto ploch po evropské kolonizaci Austrálie významně přibylo a husička australská tak patří k jedněm z australských ptačích druhů těžících z evropského osídlení. V severní Austrálii je husička poměrně početná a její stavy se odhadují na 1 milion jedinců.

## Popis
Husička měří 40–45 cm. Samec váží 620–760 g, samice 630–740 g. Horní část těla od hlavy po křídla je hnědá, hřbetní pera jsou žlutě lemovaná. Horní ocasní krovky jsou žlutohnědé s černým zakončením. Hruď je rezavá s nápadnými černým vertikálním pruhováním po stranách. Z boků vyrůstají nápadná dlouhá světlá žlutohnědá pera s širokým černým okrajovým lemem. Spodní strana křídel je hnědá. Duhovka je žlutooranžová, zobák růžový s černými skvrnami. Nohy včetně blán jsou také růžové.

## Biologie

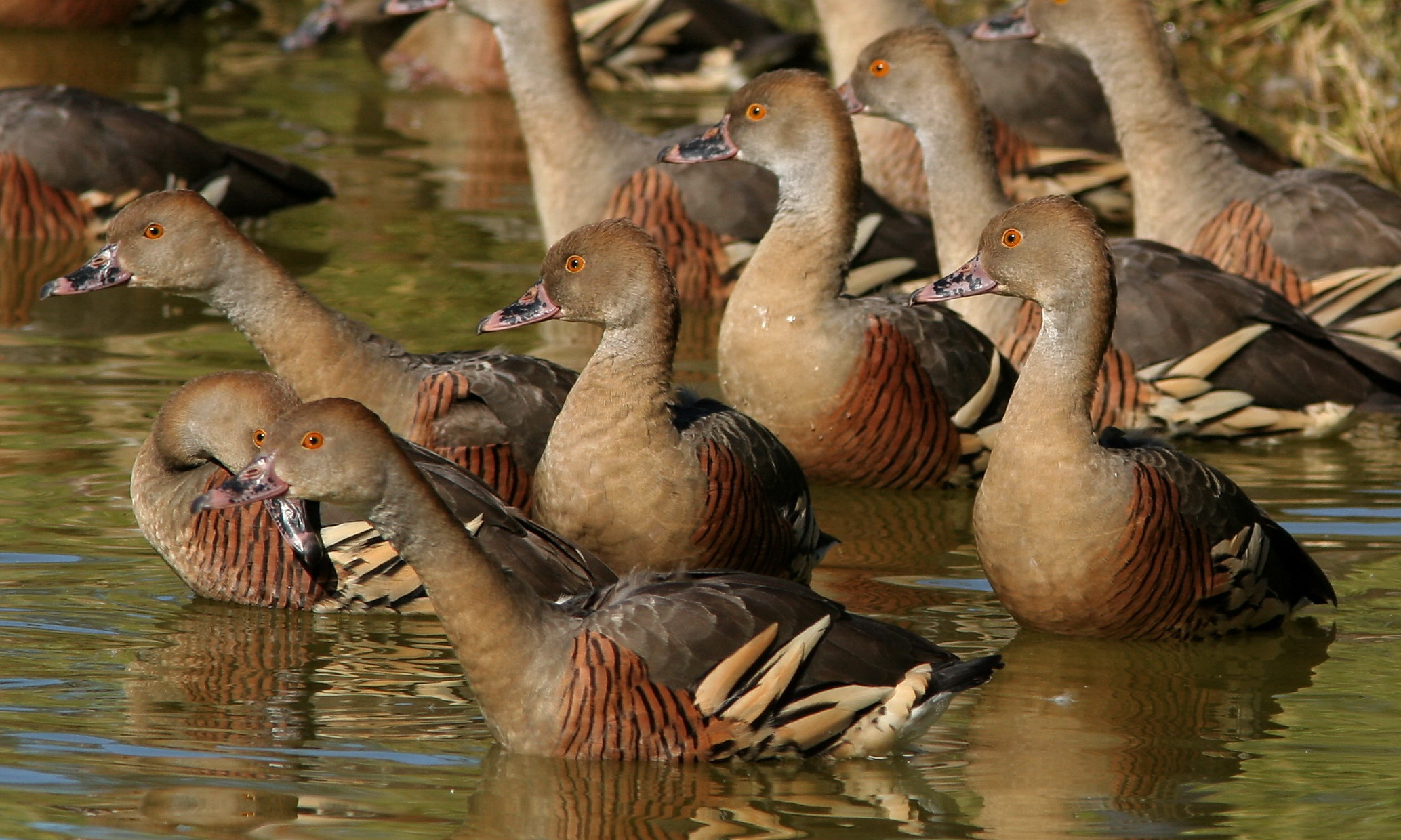
Hejno husiček

Typicky se vyskytuje v hejnu. Během letu má hlavu položenou níže než hřbet a hlasitě mává křídly. Hlasově se projevuje vysoce položeným jednonotovým pronikavým hvizdem nebo vícenotovým cvrlikáním. Husička australská nezávisí na vodních plochách tak jako některé její příbuzné druhy. Živí se hlavně trávou, kterou sbírá  z travnatých luk a zatravněných okrajů vodních ploch, v období dešťů z mělké vody. To husičce umožňuje obývat i poměrně suché oblasti s pouze menším rybníčkem, avšak vždy s dostatkem trávy. Potravu sbírá hlavně v noci; zatímco přes den převážně hřaduje ve velkých hejnech při okrajích vodních ploch, k večeru se rozletí na svá krmiště, která mohou být vzdálena i několik desítek kilometrů.

### Hnízdění
Hnízdí v období dešťů, které v severní Austrálii připadá na dobu od února do dubna. Zatímco hnízdící samci začínají od počátku období dešťů s námluvami, nehnízdící husičky se shlukují do hejn. Tito ptáci tvoří dlouhodobé, snad celoživotní páry. hnízdo představuje trávou vystlaný mělký důlek v zemi v zákrytu křoviny. Snůšku tvoří 8–14 oválných bílých vajec o rozměrech 48×35 mm. Inkubace trvá kolem 28 dnů. Jak inkubace, tak pohnízdní péče je sdílena oběma partnery.